# 브렛 베이어
윌리엄 브렛 베이어(영어: William Bret Baier, 1970년 8월 4일 ~ )는 미국의 뉴스 앵커이다. 《스페셜 리포트 위드 브렛 베이어》의 진행자이자 폭스 뉴스 채널의 수석 정치 기자이다. 이전에 그는 네트워크의 백악관 특파원과 국방부 통신원으로 일했다.